# Papegaaibladroller
De papegaaibladroller (Eulia ministrana) is een nachtvlinder uit de familie bladrollers (Tortricidae).
De spanwijdte van de vlinder bedraagt tussen de 18 en 24 millimeter.

## Waardplanten
De papegaaibladroller gebruikt allerlei struiken en bomen als waardplant. Aanvankelijk eten de rupsen van de toppen van de bladeren, later spinnen zij zich in tussen twee bladeren. De volgroeide rups overwintert.

## Voorkomen
De papagaaibladroller komt voor in het Palearctisch en Nearctisch gebied.

### Voorkomen in Nederland en België
De papegaaibladroller is in Nederland en in België een vrij gewone soort. De soort kent één generatie die vliegt van halverwege mei tot in juni.